# Cryptembia amazonica
Cryptembia amazonica är en insektsart som beskrevs av Ross 2003. Cryptembia amazonica ingår i släktet Cryptembia och familjen Anisembiidae. Inga underarter finns listade i Catalogue of Life.